# Schizodon rostratus
Schizodon rostratus är en fiskart som först beskrevs av Borodin, 1931.  Schizodon rostratus ingår i släktet Schizodon och familjen Anostomidae. IUCN kategoriserar arten globalt som livskraftig. Inga underarter finns listade i Catalogue of Life.